# Lomaptera doreica
Lomaptera doreica är en skalbaggsart som beskrevs av Mohnike 1871. Lomaptera doreica ingår i släktet Lomaptera och familjen Cetoniidae. Inga underarter finns listade i Catalogue of Life.